# سید احمد خوانساری
سید احمد قدوسی موسوی خوانساری (زاده ۲ شهریور ۱۲۷۰ در خوانسار – درگذشته ۳۰ دی ۱۳۶۳ در تهران) معروف به آیت‌الله خوانساری فقیه، اصولی، مجتهد، عارف، فیلسوف و از مراجع تقلید شیعه بود.
او که در زمانه خود از نمادهای مکتب نجف بود به فقاهت بیش از عرف توجه می‏‌کرد و بعضا دارای نظراتی متفاوت از دیگر مراجع بود که او را به دگراندیشی شهره کرده بود. از میان این نظرات می توان به: حلال بودن شطرنج، پاکی اهل کتاب، ولایت نداشتن فقها، و  انحصاری نبودن قضاوت برای مردان اشاره کرد.

## زندگی
سید احمد موسوی خوانساری فرزند علامه سید یوسف (درگذشته ۱۳۱۲ ق) فرزند علامه سید بابا (حسن) فرزند علامه سید محمد مهدی خوانساری (صاحب رساله ابو بصیر)، از علما و روحانیان صاحب نام خوانسار و از نوادگان سید ابوالقاسم خوانساری (میرکبیر) و از نسل عبدالله بن موسی از مراجع تقلید عصر خود بوده‌است.

## تحصیلات
سید احمد خوانساری ابتدا در حوزه علمیه خوانسار نزد سید علی اکبر سنگ شیری خوانساری (پدر سید فضل‌الله خوانساری) و سید محمدحسن خوانساری (برادر وی، درگذشته ۱۳۳۷ ق) سپس در حوزه علمیه اصفهان، نزد میر محمدصادق مدرس، محمدعلی تویسرکانی و عبدالکریم گزی، در حوزه با سابقه نجف همراه با، عمو زاده‌اش سید محمدتقی خوانساری، نزد استادانی چون آخوند خراسانی، سید محمدکاظم طباطبایی یزدی، محمدحسین نائینی، آقا ضیاءالدین عراقی، شیخ الشریعة اصفهانی و سید ابوتراب موسوی خوانساری تحصیل کرد. وی سپس به دزفول مراجعت نمود و چندی نیز در حوزه علمیه این شهر تلمذ نمود و پس از آن وارد شهر اراک و حوزه درس عبدالکریم حائری یزدی شد. همچنین در این دوران خود به‌عنوان مجتهد و مدرس سطوح عالی حوزه، مشغول تألیف و تدریس بود.

## حضور در قم
پس از تأسیس حوزه علمیه قم توسط عبدالکریم حائری یزدی در سال ۱۳۴۰ قمری (سال ۱۳۰۰ شمسی) و مهاجرت مؤسس حوزه از اراک به قم، سید احمد خوانساری نیز در سال ۱۳۰۲ شمسی به شهر قم مشرف شد و تا سال ۱۳۲۹ شمسی در این شهر اقامت داشت.
سید احمد خوانساری در مدت حضور خود در قم، از احترام و تجلیل خاص مدرسین و فضلا حوزه علمیه برخوردار بود و در درس خارج وی جمعی از بزرگان و معاریف حوزه شرکت می‌جستند.
در کتاب سنگربانان اسلام نوشته «آیت الله سید هادی غضنفری خوانساری» به نقل از سید محمدمهدی غضنفری خوانساری (از شاگردان آیتین سید احمد و سید محمد تقی خوانساری) آمده‌است: «در زمان حیات آیت الله مؤسس، آیت الله حاج سید احمد خوانساری در مدرسه فیضیه اقامه جماعت داشتند و آیت الله مؤسس در حرم مطهر حضرت معصومه نماز را اقامه می‌فرمودند، بعد از رحلت آیت اللّه مؤسس در سال ۱۳۱۵ شمسی ۱۳۵۵ (قمری)، حاج سید احمد خوانساری که ترک اقبال به دنیا را داشتند، دیگر در مدرسه فیضیه اقامه جماعت ننمودند، و نماز خود را به مسجد مسگرها در بازار قم منتقل نمودند، علمای قم به ایشان عرض کردند: " حاج شیخ مؤسس که رحلت کردند و شما هم که اقامه جماعت را ترک نمودید، لذا دو نماز جماعت مهم در حرم مطهر و مدرسه فیضیه تعطیل شده‌است " و از ایشان درخواست کردند که مجدد در مدرسه فیضیه اقامه جماعت داشته باشند و ایشان قبول نفرمودند تا عاقبت برخی از طلاب از جمله حقیر از آیت الله سید محمد تقی اسدی خوانساری تقاضا نمودیم و ایشان پذیرفتند و برای رفع شبهه از اذهان آیت الله حاج سید احمد یک نماز به عموزاده خود آقای حاج سید محمد تقی اقتدا نمودند» 

## مرجعیت و نظرات فقهی
سید احمد خوانساری بعد از فوت سید حسین بروجردی به همراه روح الله خمینی، سید محمدرضا گلپایگانی، سید شهاب الدین مرعشی و سید محمدکاظم شریعتمداری جز مراجع تقلید مطرح شیعیان شمرده می‌شد. سید احمد خوانساری از جمله شخصیت‌های بلندمرتبهٔ مذهبی سنتگرا، آرامش‌گرا و از نظر سیاسی محتاطی بود که با حکومت پهلوی رابطهٔ کاری داشت. او اغلب به نیابت از فعالان مذهبی دربند پادرمیانی می‌کرد. این قبیل روحانیون بی سر و صدا از حکومت و سیاست‌های آن ناراضی بودند ولی صریحاً با آن مخالفت نمی‌کردند.
نظرات و دیدگاههای احمد خوانساری در مجموعه شش جلدی «جامع‌المدارک فی شرح النافع» و احکام و فتواهای شرعی ایشان در کتاب توضیح‌المسائل ثبت شد. کتاب جامع‌المدارک یک دوره فقه استدلالی است که شرحی بر کتاب «النافع فی مختصرالشرایع» نوشته ابوالقاسم نجم‌الدین جعفر بن حسن هذلی ملقب به محقق حلی است. کتاب جامع‌المدارک بر مسایل فقهی از طریق کتاب، سنت و مدرک اجتهادی، استدلال دارد.
اهم متفاوت‌ترین دیدگاه‌های خوانساری در چهار حوزه ولایت فقیه، نجاست اهل کتاب، انحصار قضاوت در دست مردان و بازی شطرنج دسته‌بندی می‌شود.
وی در باب ولایت فقیه معتقد بود: «هیچ مرحله از ولایت، برای فقیه نیست حتی حق تصرف در خمس را ندارد. در حدود، قصاص، قضاوت و دیگر امور اجتماعی نیز همین‌طور است.» منشاء این نظریه خوانساری  دقت عقلی وی در فقاهت، بیش از توجه به عرف بود. ایشان ادله اجتهادی را نظام‌وار و بر محور مقاصد شریعت نمی‌نگریست و حوزه تاثیرگذاری ولی فقیه در دیدگاهش محدود به افتاء، قضاء و حسبیه مضیقه بود و در باب اداره جامعه و حکومت، نظری نداشته و سکوت کرده‌ است. با این حال مشروعیت دولت از باب ضرورت و اضطرار و وجوب حفظ نظام اجتماعی که دلیل مشترک دولت عرفی و اسلامی است به خوبی در اندیشه او قابل استنباط است.
وی همچنین اجرای حدود در عصر غیبت امام زمان (عج) را جایز نمی‌دانست. خوانساری در نظریه‌ای دیگر دلایل فقهایی که اهل کتاب را نجس می‌دانستند، کافی ندانسته و معتقد بود: «آنچه از روایات به دست می‌آید طهارت اهل کتاب است.» و شاید به دلیل اعراض اصحاب حضرت رسول از اهل کتاب بود که ایشان در این باب فتوا ندادند.
احمد خوانساری همچنین عدالت را برای نشستن افراد بر کرسی قضاوت شرط نمی‌دانستند. ایشان معتقد بودند: «ملاک اصلی برای قضاوت وثاقت – مورد وثوق مردم بودن – قاضی است.» ایشان نسبت به انحصاری کردن منصبِ قضاوت برای مردان، اشکال و انتقاد می‌کردند.
آیت‌الله خوانساری دلایل علما و مراجع تقلید هم‌عصر خود در باب حرمت بازی شطرح را قابل مناقشه می‌دانستند. بنیانگذار جمهوری اسلامی هم که خود در تاریخ ۱۹ شهریور ۱۳۶۷ بازی شطرنج را به شرطی که برد و باختی در بین نباشد، فاقد اشکال شرعی دانست، وقتی با مجموعه ابهامات و شبهات حجت‌الاسلام محمدحسن قدیری از اعضای دفترش در قم که دو هفته بعد از فتوایِ خمینی درباره شطرنج در قالب نامه‌ای به بنیانگذار جمهوری اسلامی نوشته شد، ایشان را به کتاب جامع‌المدارک و دیدگاه‌های احمد خوانساری ارجاع داده و پاسخ مفصلی به او داد.

## درگذشت
خوانساری در ۳۰ دی۱۳۶۳ (۱۴۰۵ ق) در تهران درگذشت به مناسبت وفات او روح الله خمینی پیام تسلیتی صادر کرد و بازار تهران و حوزه‌های علمیه تعطیل و از سوی دولت یک هفته عزای عمومی اعلام شد. پیکر وی را پس از تشییع در تهران به قم منتقل و در مسجد بالاسر حرم فاطمه معصومه به خاک سپردند.